# Lunds naturvetarkår
Lunds naturvetarkår (LUNA) är en studentkår vid Lunds universitet. Den som läser vid Naturvetenskapliga fakulteten vid Lunds universitet kan bli medlem i LUNA. LUNA:s verksamhetsområde omfattar ungefär 1800 studenter. Högsta beslutande organ är representativa kollegiet (RK) som väljs varje höst. Representativa kollegiet består av representanter från LUNA:s olika studieråd. LUNA är medlem i samarbetsorganisationerna Lunds universitets studentkårer och Sveriges förenade studentkårer.
LUNA har sitt kontor i Geocentrum II som ligger centralt i campusområdet i Lund. 
LUNA driver även näringslivskommunikationsarbete under varumärket ATLAS. 

## Studieråd
LUNA har studieråd som svarar för studiebevakning och aktiviteter vid sina respektive institutioner. Dessa är:
- KERUB - KEmisternas Råd för UtbildningsBevakning (kemi);
- GLuFS - Glada LundaFysikers Studieråd (fysik, astronomi och sjukhusfysik);
- SNG - Studierådet för Naturgeografer och Geologer (naturgeografi och geologi);
- BUG - Biologer Utan Gränser (biologi);
- MYS - Miljövetarnas Ypperliga Studieråd (miljövetenskap);
- MUR - Matematiker Utan Randvillkor (matematik).

## Arvoderade poster
LUNA:s presidium består av en ordförande och en vice ordförande, båda är heltidsarvoderade. Sedan 2021 är även studentkårens näringslivskoordinator heltidsarvoderad, men var mellan 2017 och 2021 arvoderad på 50%. Innan dess så delades positionen mellan två personer som totalt fick 25% arvodering. 
| År      | Ordförande                                     | Vice ordförande                             | Näringslivskoordinator |
| 2025/26 | Max Larsson Rydström                           | Amanda Vikström                             | Paulina Szofer         |
| 2024/25 | Sanela Lulic                                   | Tyra Behre                                  | Chelsea Ann Connell    |
| 2023/24 | Pontus Rabe                                    | Anton Andersson-Strand                      | Nora Häglund           |
| 2022/23 | Gloria Kowal Johnson                           | Honia Rasul                                 | Selma Lindgren         |
| 2021/22 | Tindra Weichselbraun Alvander                  | Tom Brilioth                                | Love Olsson            |
| 2020/21 | Elvira Källberg                                | Viktor Hrannar Jónsson                      | Titus Farkas           |
| 2019/20 | Ida Bonnevier Wallstedt                        | Elise Karlsson Faudot                       | Justinas Smertinas     |
| 2018/19 | Hanna Sjö                                      | Eric Moberg                                 | Theodor Blom           |
| 2017/18 | Einar Elén                                     | Theodor Blom                                | Peter Bijnens          |
| 2016/17 | Ida Lunga                                      | Hans Schiemann                              |                        |
| 2015/16 | Julia Weber                                    | Fredrik Ekwurtzel                           |                        |
| 2014/15 | Jesper Sjöström Strobel                        | Anton Bodahl                                |                        |
| 2013/14 | Marielle Johansson                             | Mathias Wiemann                             |                        |
| 2012/13 | Jonna Axbom                                    | Stina Ausmeel                               |                        |
| 2011/12 | Karolina Mothander                             | Paul Birch                                  |                        |
| 2010/11 | Christopher Du Rietz                           | Henrik Gustafsson                           |                        |
| 2009/10 | Johan Svantesson Sjöberg                       | Ellen Sunneskär                             |                        |
| 2008/09 | Angelica Andersson                             | Mattias Karlsson                            |                        |
| 2007/08 | Christian Stråhlman                            | Mattias Karlsson (vt)                       |                        |
| 2006/07 | Simon Pålsson                                  | Emelie Hult                                 |                        |
| 2005/06 | Sara Ekström                                   | Carin Carlberg                              |                        |
| 2004/05 | Amanda Sorribes (vt) Carl-Johan Andersson (ht) | Suzanna Bruzell (vt) Amanda Sorribes        |                        |
| 2003/04 | Cecilia Kroon                                  | Susanna Vig                                 |                        |
| 2002/03 | Susanne Karlsson                               | Pia Löthgren                                |                        |
| 2001/02 | Niklas Sköld (vt) Lina Möllerström (ht)        | Niklas Sköld (ht)                           |                        |
| 2000/01 | Magnus Ericsson                                | Lina Möllerström (vt) Per Bankemo (ht)      |                        |
| 1999/00 | Johan Almqvist                                 | Per Bankemo                                 |                        |
| 1998/99 | Magnus Alm                                     | Peter Kristoffersson                        |                        |
| 1997/98 | Eva Gunnarsson                                 | Magnus Peterson                             |                        |
| 1996/97 | Eva Gunnarsson                                 | Jessica Ademark (vt) Mattias Davidsson (ht) |                        |
| 1995/96 | Fredrik Ouchterlony                            | Bjarne Rosengren                            |                        |
| 1995 VT | Anna Lindhagen (interimistiskt)                |                                             |                        |

## Inspektorer
- 1995–2006 Bengt E Y Svensson (professor i teoretisk högenergifysik)
- 2006–2009 Bertil Holmberg (professor i oorganisk kemi)
- 2009–2019 Per-Olof Zetterberg (docent i atomfysik)
- 2019– Sophie Manner (kemi)

## Tidig historia
LUNA har sin första föregångare i Naturvetenskapliga Studierådet (NSR), som var ett organ inom den då existerande Lunds studentkår. NSR var, liksom dagens LUNA, ett utbildningsbevakande organ. Parallellt med NSR fanns Lunds Universitets Naturvetarförening, som var de första att använda förkortningen LUNA. Lunds Universitets Naturvetarförening grundades 22 april 1986 i Lilla salen på Akademiska föreningen i Lund. Det dåvarande LUNA var en social förening vars medlemmar bestod av både studenter och lärare. I samband med fakultetskårsreformen 1995 beslutade NSR och LUNA att gå samman och bilda en studentkår. Lunds Naturvetarkårs styrelse hade sitt första sammanträde den 22 februari 1995. Lunds Naturvetarkår konstitutionerades officiellt den 23 oktober 1995.
Lunds Universitets Naturvetarförening (som då hade bytt förkortning till LUNAr) beslutade den 1 april 1995 (troligen i en lägenhet på Smålands nation i Lund) att lägga sin verksamhet på is. LUNAr har varit vilande sedan dess.